# Maria Caterina Troiani
Maria Caterina Troiani (ur. 19 stycznia 1813 w Giuliano di Roma we Włoszech, zm. 6 maja 1887 w Kairze) – założycielka zgromadzenia franciszkanek Sióstr Misjonarek Niepokalanego Serca Maryi, włoski Błogosławiona Kościoła katolickiego.

## Życiorys
Urodziła się 13 stycznia 1813 roku jako trzecie z czwórki dzieci Thomasa i Teresy Troiani w Giuliano di Roma w prowincji Frosinone. Gdy miała 6 lat zmarła jej matka. Początkowo wstąpiła do zakonu klarysek w Ferentino. Potem założyła zgromadzenie franciszkanek Sióstr Misjonarek Niepokalanego Serca Maryi. Wyjechała do Kairu, gdzie zamierzała pracować z ubogimi dziewczętami, niezależnie od wyznawanej przez nie wiary. Nazywana była matką ubogich lub białą mamą. Wiele osiągnięć misjonarek zniweczyła wojna brytyjsko-egipska w 1882. Zmarła mając 74 lata w opinii świętości. Została pochowana na cmentarzu w Kairze.
Beatyfikowana 14 kwietnia 1985 przez Jana Pawła II.